# Hermann Schmidt (Pädagoge)
Hermann Schmidt (* 28. Dezember 1932 in Nümbrecht) ist ein deutscher Berufs- und Wirtschaftspädagoge, der von 1977 bis zu seinem Eintritt in den Ruhestand Anfang 1997 Präsident des Bundesinstituts für Berufsbildung (BIBB) war.

## Leben
Sein 1953 begonnenes Studium der Wirtschaftswissenschaften mit den Schwerpunkten Betriebswirtschaftslehre, Wirtschaftsgeographie und Wirtschaftspädagogik an der Universität zu Köln schloss er 1957 als Diplom-Handelslehrer ab. Es folgte der Vorbereitungsdienst für das Lehramt an Beruflichen Schulen, anschließend promovierte er in Köln zum Dr. rer. pol.
Von 1960 bis 1969 war Hermann Schmidt als Lehrer, zuletzt als Oberstudiendirektor an einer Kaufmännischen Berufsschule in Köln tätig. Später wechselte er ins nordrhein-westfälische Kultusministerium und als Ministerialdirigent der Abteilung Berufliche Bildung in das Bundesministerium für Bildung und Wissenschaft.
Die Universität-Gesamthochschule Duisburg würdigte seine herausragenden wissenschaftlichen Leistungen und seine Verdienste um die Berufsbildungspolitik und Berufsbildungsforschung im Jahre 1995 mit der Verleihung des Titels Doktor ehrenhalber (Dr. h. c.) und ernannte ihn am 1. März 1999 zum Honorarprofessor.
Mit zahlreichen Veröffentlichungen und Mitgliedschaften in nationalen und internationalen Gremien gehörte Hermann Schmidt zu den herausgehobenen Persönlichkeiten der Berufsbildungsforschung im In- und Ausland. Für seine Verdienste auf diesem Gebiet erhielt er 1997 das Bundesverdienstkreuz I. Klasse.
Nach ihm ist der erstmals 1997 und seither jährlich ausgeschriebene Hermann-Schmidt-Preis benannt, der vom gemeinnützigen "Verein Innovative Berufsbildung" (gegründet 1996 vom Bundesinstitut für Berufsbildung gemeinsam mit dem W. Bertelsmann Verlag) verliehen wird. Er verfolgt das Ziel, innovative Entwicklungen in der Berufsbildungspraxis zu initiieren, zu fördern und öffentlich bekannt zu machen.